# Sutter Creek
Pour les articles homonymes, voir Sutter.
Sutter Creek est une ville située dans le comté d'Amador, en Californie. Sa population était de 2 501 habitants en 2010.

## Histoire
La ville était connue comme le joyau du Gold Country (région de la Californie où se situaient les mines) ; son nom provient de John Sutter qui était à la recherche de bois industriel dans la région. Sa découverte de l'or à Coloma, une ville proche, enclencha la Ruée vers l'or en Californie. Sutter Creek devint ainsi une destination pour les chercheurs d'or, mais Sutter lui-même ne visita le camp de mineurs qu'une seule fois.
Alors que beaucoup d'or fut découvert à Sutter Creek ce fut le quartz (trouvé en 1851) qui devint le principal moteur de l'économie locale pour de nombreuses années.
Grâce à la prospérité apportée par le quartz, Sutter Creek prit son essor. Un grand nombre des bâtiments en brique originaux existent encore, tout comme les immeubles construits par les habitants plus riches. Leland Stanford fut l'un des habitants les plus connus de la ville.
Les mines continuèrent à fonctionner jusque dans les années 1950. Aujourd'hui, la ville est devenue touristique et accueille de nombreux magasins et restaurants. Elle est enregistrée dans la liste des California Historical Landmarks.

## Démographie
Lors du recensement de 2010, la ville comptait une population de 2 501 habitants. Elle est estimée, en 2016, à 2 516 habitants.
| 2000  | 2010  | - | - | - | - |
| ----- | ----- | - | - | - | - |
| 2 326 | 2 501 | - | - | - | - |